# Александър Толмачов
Александър Инокентиевич Толмачов (на руски: Александр Иннокентьевич Толмачёв) е руски ботаник, специалист в систематиката на растенията, изследовател на Арктика, университетски преподавател.

## Произход и образование
Роден е на 21 септември 1903 година в Санкт Петербург, Руска империя, в семейството на известния руски географ и пътешественик Инокентий Павлович Толмачов. Още преди постъпването си в Петербургския университет живо се интересува от ентомология и орнитология. По време на следването си работи в ботаническата градина към Академията на науките. От 1920 година, когато извършва първата си експедиционна дейност на крайбрежието на Бяло море, голяма част от живота му е свързана с изучаване на растителността на Руска Арктика.

## Експедиционна дейност (1921 – 1929)
От 1921 до 1925 година взема участие в експедиции на островите Вайгач, Нова Земя и Колгуев. През 1926 работи в долното течение на Енисей, а през 1928 – 1929 – възглавява Таймирската експедиция.
През 1928 изследва източната част на п-ов Таймир. В началото на 1928 от Дудинка на река Енисей тръгва на североизток към езерото Таймир и изследва южния му бряг, като установява, че на старите карти размерите му са намалени. На североизток от него открива плато (част от планината Биранга) с дължина около 150 км от изток на запад. На изток от езерото открива възвишението Тулай-Киряка-Тас (80 км, 635 м), а на юг, на 106º и.д. – още един масив. На югоизток от последния масив открива езерото Кунгасалах. През септември, вече при настъпили студове, тръгва обратно и през януари 1929 се завръща в Дудинка.

## Следващи години (1929 – 1979)
От началото на 30-те години на ХХ век нееднократно посещава Република Коми и възглавява Печорската полярна комисия към Академията на науките на СССР (АН на СССР). В центъра на вниманието на комисията са въпроси относно планирането на научноизследователската дейност в региона и проблемите с перспективното усвояване на природните ресурси. През 1933 комисията е преобразува в Бюро по усвояване на Севера, а през 1936 – в Северна база на АН на СССР. Толмачов възглавява ботаническия сектор, а от 1939 е назначен за директор на Базата и остава на този пост до септември 1942 година.
През октомври 1942 заминава за Душанбе, където в течение на пет години е заместник-председател на Таджикския филиал на АН на СССР. По време на пребиваването си там задълбочено изучава растителната покривка в Памир. От 1947 до 1955 година Толмачов работи в Сахалинския филиал на АН на СССР.
През 1955 се завръща в Ленинград, където живее и работи до края на живота си. По това време пристъпва към написването и издаването на многотомния си труд „Арктическая флора СССР“. През този период написва и публикува: „Определитель высших растений Коми АССР“ (1962) и четиритомната „Флора Северо-Востока европейской части СССР“ (1974 – 1977).
Освен с научна, Толмачов се занимава и преподавателска дейност. От 1958 завежда Катедрата по систематика на висшите растения в Ленинградския университет, а след това е декан на Биолого-почвения факултет на Санктпетербургския държавен университет.
Умира на 16 ноември 1979 година в Ленинград на 76-годишна възраст.

## Основни трудове
- К методике сравнительно-флористических исследований. 1. Понятие о флоре в сравнительной флористике (Журн. Рус. бот. о-ва. 1931. Т. 16, № 1. С. 111 – 124);
- Флора центральной части Восточного Таймыра (Тр. Поляр. комис. 1932. Вып. 8. С. 1 – 126);
- О некоторых закономерностях распределения растительных сообществ в Арктике (Бот. журн. 1939. Т. 24, № 5 – 6. С. 504 – 517);
- О количественной характеристике флор и флористических областей (М.; Л.: Изд-во АН СССР, 1941. – 37 с.);
- Об условиях существования третичных флор Арктики (Бот. Журн. 1944. Т. 29, № 1. С. 3 – 17);
- Основные пути формирования растительности высокогорных ландшафтов северного полушария (Бот. журн. 1948. Т. 33, № 2. С. 161 – 180);
- К истории развития флор Советской Арктики (Ареал. Вып. 1 / под ред. А. И. Толмачева. М.; Л.: Изд-во АН СССР, 1952. С. 13 – 19);
- К истории возникновения и развития темнохвойной тайги (М.; Л.: Изд-во АН СССР, 1954. – 155 с.);
- Географические закономерности эволюции в недавнем и отдаленном геологическом прошлом: (очерки по биогеографии минувших геологических периодов). I. О преимущественном значении суши северного полушария как места формирования прогрессивных элементов наземных флор и фаун. II. Закон зональности и его отражение в развитии органического мира Земли в различные геологические периоды (Вопросы палеобиологии и биостратиграфии: Тр. II сессии Всесоюз. палеонтол. о-ва / под ред. Д. Л. Степанова. М.: Госгеолтехиздат, 1959. С. 25 – 55);

- Роль миграций и автохтонного развития в формировании высокогорных флор земного шара (Проблемы ботаники. М.; Л.: Изд-во АН СССР, 1960. Вып. 5. С. 18 – 31);
- Автохтонное ядро арктической флоры и ее связи с высокогорными флорами Северной и Центральной Азии (Проблемы ботаники. М.; Л.: Изд-во АН СССР, 1962. Вып. 6. С. 55 – 65);
- Богатство флор как объект сравнительного изучения (Вестн. ЛГУ. 1970а. № 9. С. 71 – 83);
- О некоторых количественных соотношениях во флорах земного шара (Вестн. ЛГУ. 1970б. № 15. С. 62 – 74.);
- Введение в географию растений: (лекции, чит. студентам Ленингр. ун-та в 1958 – 1971 г.). – Л.: Изд-во ЛГУ, 1974. – 244 с.;
- Методы сравнительной флористики и проблемы флорогенеза (Новосибирск: Наука, 1986. – 197 с.).